# Горлери (Империја)
Горлери је насеље у Италији у округу Империја, региону Лигурија.
Према процени из 2011. у насељу је живело 221 становника. Насеље се налази на надморској висини од 168 м.